# Odontostomum hartwegii
Odontostomum hartwegii là một loài thực vật có hoa trong họ Tecophilaeaceae. Loài này được Torr. mô tả khoa học đầu tiên năm 1857.

## Hình ảnh

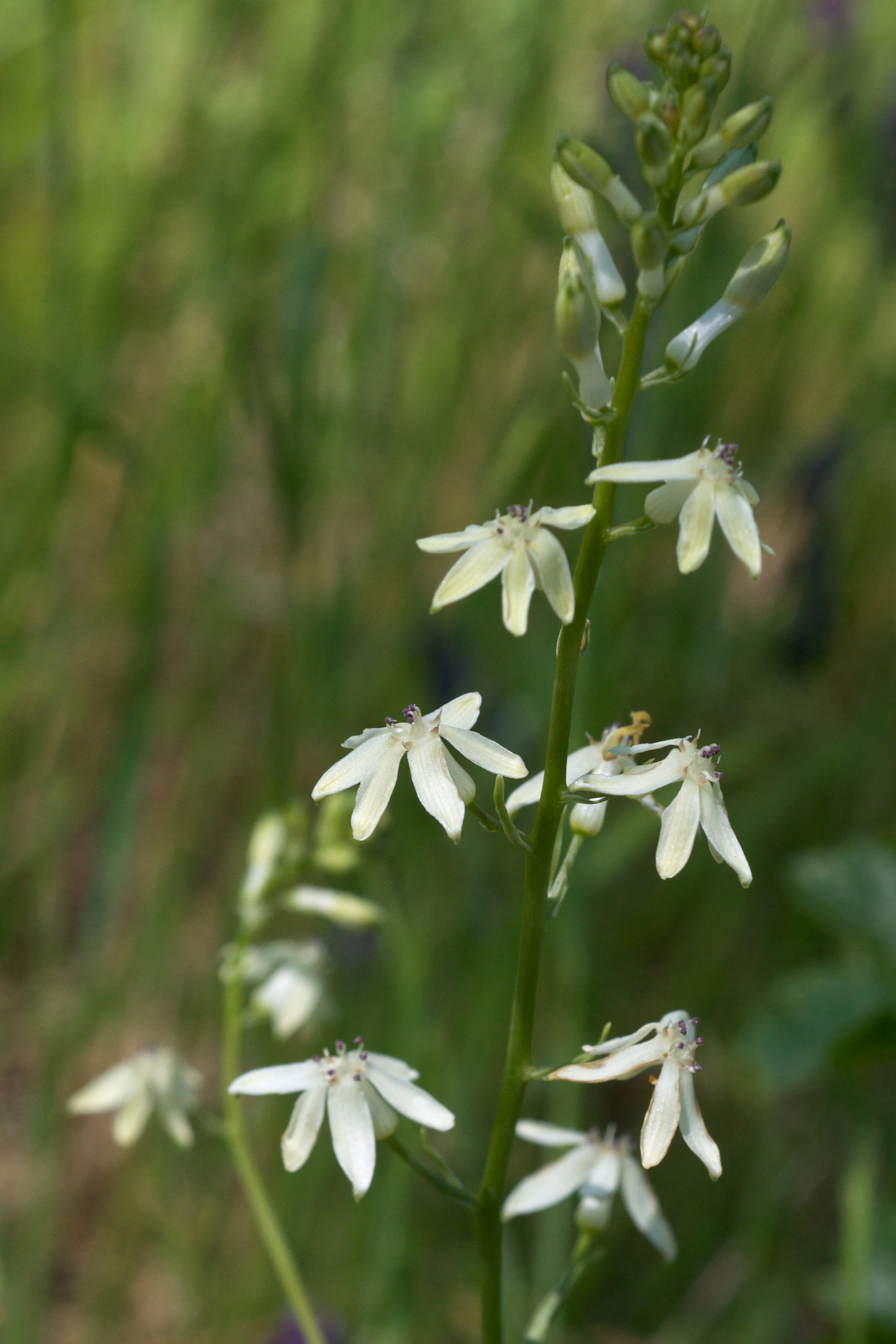